# Pobłędzie
Pobłędzie (deutsch Pablindszen, 1936 bis 1938 Pablindschen, 1938 bis 1945 Zollteich) ist ein Dorf in der polnischen Woiwodschaft Ermland-Masuren. Es liegt im Kreis Gołdap (Goldap) und gehört zur Landgemeinde Dubeninki (Dubeningken, 1938 bis 1945 Dubeningen).

## Geografie
Pobłędzie liegt 29 Kilometer östlich der Kreisstadt Gołdap am Nordwestufer des Jezioro Pobłędzie (Zoll-See). Die polnisch-russische Staatsgrenze befindet sich nur fünf Kilometer weiter nördlich.

## Geschichte
Das in früherer Zeit Drutzken genannte kleine Dorf bestand vor 1945 aus mehreren Gehöften. Im Jahr 1874 wurde der Ort – jetzt Pablindszen genannt – in den neu errichteten Amtsbezirk Adlersfelde (heute polnisch: Orliniec) eingegliedert, der – 1939 in „Amtsbezirk Unterfelde“ (polnisch: Golubie) umbenannt – bis 1945 bestand und zum Kreis Goldap im Regierungsbezirk Gumbinnen der preußischen Provinz Ostpreußen gehörte.
Im Jahr 1910 waren in Pablindszen 85 Einwohner gemeldet. Ihre Zahl stieg bis 1925 auf 94, 1933 bereits auf 105 und betrug 1939 nur noch 82.
Am 17. September 1936 änderte man die Namensschreibweise von Pablindszen in „Pablindschen“, benannte den Ort jedoch schon am 3. Juni 1938 im Zuge der nationalsozialistischen Umbenennungsaktion in „Zollteich“ um, als Anspielung an die damalige Funktion des Dorfes als – bis 1945 existierende – Grenzübergangsstelle nach Polen.
In Kriegsfolge wurde der Ort 1945 mit dem gesamten südlichen Ostpreußen nach Polen überstellt. Im gleichen Jahr änderte sich der Name in „Pobłędzie“, der auch dem See gegeben wurde.
Heute ist Pobłędzie eine Ortschaft im Verbund der Gmina Dubeninki im Powiat Gołdapski der Woiwodschaft Ermland-Masuren.

## Religionen

### Evangelisch
Vor 1945 war die Bevölkerung Pablindszens resp. Zollteichs fast ausnahmslos evangelischer Konfession. Das Dorf war in das Kirchspiel der Kirche Szittkehmen (1938 bis 1945: Wehrkirchen, polnisch: Żytkiejmy) eingepfarrt, die zum Kirchenkreis Goldap in der Kirchenprovinz Ostpreußen der Kirche der Altpreußischen Union gehörte. Die wenigen heute in Pobłędzie lebenden evangelischen Kirchenglieder gehören jetzt zu ihrer Kirche in Gołdap, die eine Filialkirche der Pfarrei Suwałki (Suwalken) in der Diözese Masuren der Evangelisch-Augsburgischen Kirche in Polen ist.

### Römisch-katholisch
Die nur in geringer Zahl vor 1945 in Pablindszen/Zollteich lebenden Katholiken gehörten zur Pfarrei in Goldap innerhalb des Bistums Ermland. Heute ist fast die gesamte Einwohnerschaft Pobłędzies römisch-katholischer Konfession, und die frühere evangelische Kirche im jetzigen Żytkiejmy ist heute deren Pfarrkirche. Die Gemeinde ist in das Dekanat Filipów im Bistum Ełk der Katholischen Kirche in Polen eingegliedert.

## Verkehr
Pobłędzie liegt an einer Nebenstraße, die Żytkiejmy (Szittkehmen/Schittkehmen, 1938 bis 1945 Wehrkirchen) mit Skajzgiry (Skaisgirren, 1938 bis 1945 Hellerau) und Błąkały (Blindgallen, 1938 bis 1945 Schneegrund) – parallel zur Woiwodschaftsstraße 651 verlaufend – verbindet. 
Bahnanbindung besteht nicht mehr, seit die von 1927 bis 1945 bestehende und „Kaiserbahn“ genannte Bahnlinie Goldap–Szittkehmen in Kriegsfolge außer Betrieb gesetzt wurde.